# Rhytidiadelphus
Rhytidiadelphus (Kransemos) er en slægt af mosser med seks arter i verden, hvoraf de tre findes i Danmark. Rhytidiadelphus betyder 'i slægt med Rhytidium'. Mosset Rhytidium rugosum henføres dog til sin egen familie og findes ikke i Danmark, men f.eks. på Øland i Sverige.
| Danske arter |

- Ulvefodkransemos Rhytidiadelphus loreus
- Plænekransemos Rhytidiadelphus squarrosus
- Stor kransemos Rhytidiadelphus triquetrus